# قراضة (تعز)
قراضه هي إحدى قرى الجمهورية اليمنية. تتبع جغرافيا لمحافظة تعز وإداريًا لمديرية صبر الموادم. يبلغ تعداد سكانها 4261 نسمة حسب الإحصاء الذي أجري عام 2004.